# Мчинджи (город)
Мчинджи (англ. Mchinji) — небольшой город в малавийской Центральной провинции. Является административным центром одноимённого округа. Население — 28 011 человек (по переписи 2018 г.)

## История
Мчинджи раньше был известен как Форт-Мэннинг, и был назван в честь колониального губернатора Уильяма Мэннинга; местные правительственные учреждения раньше были укреплены.
В 1930 году на Форт-Мэннинг напал лев, который привёл к 36 смертям за пять месяцев.
В 1989 году в городе случилось землетрясение магнитудой 6.6 баллов. Погибло по крайней мере 9 человек, 100 пострадало и 50 000 осталось без крова. Землетрясение также ощущалось в Замбии.
В октябре 2006 года американская певица Мадонна усыновила 13-месячного ребёнка родом из Мчинджи. Это вызвало споры, так как закон Малави требует один год проживания в стране для усыновления детей. Данная весть получила широкую огласку и окончилась юридическими спорами.

## География
Мчинджи расположен на высоте в 1 182 м над уровнем моря, и находится в 12 км от границы с Замбией и в 109 км от Лилонгве, столицы страны. Он расположен в 12,4 км от Катамбо, в 3,5 км от Кадулама-Ламбо, 2,3 км от Даки и 4,5 км от Цумбы.

## Климат
Согласно классификации климатов Кёппена, в Мчинджи — субтропический океанический климат (Cwa).
Среднегодовая температура — 20,3 °C. Самый тёплый месяц — сентябрь (23,9 °C), самый холодный — июль (16,3 °C).
Среднегодовое количество осадков — 1026 мм. Самый влажный месяц — январь (271 мм), самый засушливый — август (1 мм).
| Показатель                            | Янв. | Фев. | Март | Апр. | Май  | Июнь | Июль | Авг. | Сен. | Окт. | Нояб. | Дек. |
| ------------------------------------- | ---- | ---- | ---- | ---- | ---- | ---- | ---- | ---- | ---- | ---- | ----- | ---- |
| Абсолютный максимум, °C               | 25,2 | 25,3 | 25   | 24,4 | 24,2 | 22,8 | 22,5 | 25,1 | 28,2 | 30,1 | 29,6  | 26,7 |
| Средняя температура, °C               | 21,1 | 21   | 20,5 | 19,6 | 18,4 | 16,7 | 16,3 | 18,6 | 21,7 | 23,9 | 23,8  | 22   |
| Абсолютный минимум, °C                | 17,9 | 17,6 | 17   | 15,2 | 12,9 | 11   | 10,4 | 12,1 | 15   | 17,9 | 18,7  | 18,2 |
| Среднее число солнечных часов в месяц | 7,3  | 7,0  | 6,5  | 7,1  | 8,8  | 9,0  | 9,0  | 9,9  | 10,5 | 10,5 | 10,1  | 8,3  |
| Норма осадков, мм                     | 271  | 219  | 166  | 40   | 8    | 1    | 2    | 1    | 2    | 19   | 75    | 222  |
| Средняя влажность, %                  | 84   | 84   | 83   | 75   | 63   | 60   | 57   | 49   | 42   | 43   | 55    | 76   |
| Источник: Climate-Data.org            |      |      |      |      |      |      |      |      |      |      |       |      |

## Население
В данной местности наиболее распространён язык чичева, однако местные жители также пользуются языками нгони и нсенга.
| Год  | Население |
| ---- | --------- |
| 1977 | 1 962     |
| 1987 | 4 921     |
| 1998 | 11 408    |
| 2008 | 17 881    |
| 2018 | 28 011    |

## Экономика
Сельское хозяйство — главное занятие местных жителей. В Мчинджи выращивается арахис, табак, соевые бобы, кукуруза, ямс, бархатные бобы и тыква. Во время засушливого сезона местные занимаются изготовлением кирпичей, варением пива, починкой велосипедов и столярным делом.
В связи с засухами и нехваткой пищи, в Мчинджи была начата программа по развитию сельской местности Программы развития ООН. В Мчинджи испытывается проект по социальным пособиям, призванный помочь бедным гражданам в сельских регионах.

## Инфраструктура
В Мчинджи существуют приют «Дом надежды», являющийся одним из крупнейших детских домов в Малави, созданный священником Томпсоном Чипетой в 1997 году. Приют также предоставляет начальное образование для местных жителей; руководство приюта также построило среднюю школу в 2006 году.
В городе также существует больница; в 2008 году было построено убежище для размещения пациентов. На 2008 год, в больнице лечились 185 детей, страдавших от малярии, пневмонии или анемии.

## Транспорт
Раньше в Мчинджи располагалась ближайшая к границе с Замбией железнодорожная станция, после того как в 1980 году была построена железная дорога от Лилонгве к Мчинджи. В сентябре 2010 года железная дорога была продлена до города Чипата в Замбии. Проект был задуман в 1982 году, и часть железной дороги была проложена в Малави в 1984 году, но в Замбии работы не начинались вплоть до 2006 года.
Микроавтобусы ездят из Мчинджи в Лилонгве; на местных маршрутных такси можно доехать до границы с Замбией. Раньше также существовала система водного транспорта из Лилонгве в Мчинджи, однако её строительство было прекращено во время правления президента Бакили Мулузи.
Ближайший аэропорт находится в 76 км в Лилонгве, однако в Чипате также есть аэродром.
В мае 2020 года стало известно, что на границе строится единый пропускной пункт, который может принести пользу для приграничных пунктов, таких как Мчинджи или Мвами (Замбия). Пункт был построен на 5,8 миллионов долларов США, взятых у Африканского банка развития.